# Гастрономија
Гастрономија или гастрологија (од грчке речи gastri која значи стомак и nomos знање или закон) обухвата све оно што се односи на кување, куварску вештину и с тим у вези, у ширем смислу обухвата гурманлук, сладокуство, а у најширем смислу везу културе и хране, односно уметност исхране, кулинарску уметност.
Области које имају блиске везе са гастрономијом су и друштвене науке, „фина уметност“, али и природне науке које се баве проучавањем дигестивног тракта човека.
Гастрономија спада у интердисциплинарне области, будући да је припремање, украшавање, излагање и постављање хране, често праћено музиком, плесом, ликовном уметношћу (другим речима „лепим уметностима“), али такође има додирних тачака са хемијом, биологијом, физиком, математиком, агрономијом, као и антропологијом, историјом, филозофијом, психологијом, социологијом.
Научна дисциплина која се бави проучавањем кувања и гастрономијом позната је као молекуларна гастрономија (енгл. molecular gastronomy).